# Torneo Interbritannico 1984
Il Torneo Interbritannico 1984 (in inglese 1984 British Home Championship) fu l'89ª e ultima edizione del Torneo Interbritannico, competizione internazionale contesa dalle quattro rappresentative calcistiche delle Home Nations del Regno Unito.
Già prima dell'inizio della competizione, nel 1983, le Federazioni di Inghilterra e Scozia avevano manifestato la perdita d'interesse a continuare a disputare un torneo annuale con le altre due formazioni britanniche, non considerando tali incontri sufficientemente attraenti per mantenere un alto livello della competizione; singolarmente, tuttavia, la prima partita del torneo vide proprio la Scozia cadere a Belfast per mano dell'Irlanda del Nord 0-2.
Ogni squadra vinse, pareggiò e perse un incontro e quindi, per la prima ed unica volta, ad assegnare il torneo fu la differenza reti; all'ultima giornata del torneo a Glasgow la Scozia e l'Inghilterra pareggiarono 1-1 e quindi fu l'Irlanda del Nord ad aggiudicarsi il torneo avendo una differenza reti di +1.
A titolo statistico fu un arbitro italiano a dirigere l'ultimo incontro in assoluto del torneo, il veneziano (ma iscritto alla sezione di Milano) Paolo Casarin, e l'ultimo marcatore della storia del torneo fu l'inglese Tony Woodcock.
Il trofeo fu consegnato alla Federazione nordirlandese che lo tenne in custodia come detentore definitivo. Nel 2015 il trofeo fu donato al National Football Museum di Manchester per essere posto in esposizione permanente.

## Risultati
| Arbitro: | Neil Midgley |

|                           |           |  |
| 18’ Whiteside 55’ McIlroy | Marcatori |  |

| Arbitro: | Jack Poucher |

|                                |           |           |
| 37’ (rig.) Cooper 77’ Johnston | Marcatori | James 47’ |

| Arbitro: | Ronald Bridges |

|              |           |  |
| 49’ Woodcock | Marcatori |  |

| Arbitro: | William Syme |

|            |           |  |
| 17’ Hughes | Marcatori |  |

| Arbitro: | Brian McGinley |

|            |           |               |
| 51’ Hughes | Marcatori | Armstrong 75’ |

| Arbitro: | Paolo Casarin |

|            |           |              |
| 13’ McGhee | Marcatori | Woodcock 37’ |

## Classifica
| Pos | Squadra          | Pti | G | V | N | P | GF | GS | DR |
| --- | ---------------- | --- | - | - | - | - | -- | -- | -- |
| 1   | Irlanda del Nord | 3   | 3 | 1 | 1 | 1 | 3  | 2  | +1 |
| 2   | Galles           | 3   | 3 | 1 | 1 | 1 | 3  | 3  | 0  |
| 3   | Inghilterra      | 3   | 3 | 1 | 1 | 1 | 2  | 2  | 0  |
| 4   | Scozia           | 3   | 3 | 1 | 1 | 1 | 3  | 4  | -1 |